# 1830
1830 (số La Mã: MDCCCXXX) là một năm thường bắt đầu vào thứ sáu trong lịch Gregory

## Sự kiện
- 3 tháng 2: Hy Lạp giành độc lập từ Đế chế Ottoman
- 5 tháng 7: Pháp chiếm Alger
- 27 – 29 tháng 7: Cách mạng tháng Bảy tại Paris

## Sinh
- 1 tháng 1 – Nguyễn Phúc Miên Ngung, tước phong An Quốc công, hoàng tử con vua Minh Mạng (m. 1853).
- 13 tháng 3 – Nguyễn Phúc Miên Sạ, tước phong Tĩnh Gia công, hoàng tử con vua Minh Mạng (m. 1902).
- 18 tháng 9 – Nguyễn Phúc Miên Thanh, tước phong Trấn Biên Quận công, hoàng tử con vua Minh Mạng (m. 1877).
- 28 tháng 10 – Nguyễn Phúc Lương Trinh, phong hiệu Bái Ân Công chúa, công chúa con vua Minh Mạng (m. 1891).
- 11 tháng 11 – Nguyễn Phúc Miên Tỉnh, tước phong Điện Quốc công, hoàng tử con vua Minh Mạng (m. 1870).
- Không rõ – Nguyễn Phúc Tĩnh Hòa, phong hiệu Thuận Lễ Công chúa, công chúa con vua Minh Mạng (m. 1882).
- Không rõ – Nguyễn Nhược Thị Bích, phong hiệu Tam giai Lễ tần, phi tần của vua Tự Đức.

## Mất
- Không rõ – Nguyễn Phúc Ngọc Thành, thụy Nhu Khiết, công chúa con vua Gia Long (s. 1812).